# Tillandsia 'Hines Poth'
Tillandsia 'Hines Poth' es un  cultivar híbrido del género Tillandsia perteneciente a la familia  Bromeliaceae.
Es un híbrido creado en el año 1986 con las especies Tillandsia fasciculata × Tillandsia streptophylla.